# Sommer-Paralympics 2016/Teilnehmer (Zentralafrikanische Republik)
| stlisierte Goldmedaille | stlisierte Silbermedaille | stlisierte Bronzemedaille |
| ----------------------- | ------------------------- | ------------------------- |
| —                       | —                         | —                         |

Die Zentralafrikanische Republik entsandte einen Athleten zu den Paralympischen Sommerspielen 2016 in Rio de Janeiro,  der in einer Sportart antrat. Fahnenträger für die Zentralafrikanische Republik bei der Eröffnungsfeier war der Leichtathlet Roddy-Michael Stephane Mokolongo.

## Teilnehmer nach Sportart

### Leichtathletik
Springen und Werfen
| Athleten                         | Wettbewerb      | Finale  | Finale | Rang |
| Athleten                         | Wettbewerb      | Weite   | Rang   | Rang |
| -------------------------------- | --------------- | ------- | ------ | ---- |
| Männer                           |                 |         |        |      |
| Roddy-Michael Stephane Mokolongo | Kugelstoßen F57 | 7,17 m  | 9      | 9    |
| Roddy-Michael Stephane Mokolongo | Speerwerfen F57 | 28,32 m | 12     | 12   |